# راه بهشت (فیلم ۱۳۹۰)
راه بهشت فیلمی به کارگردانی مهدی صباغ‌زاده و تهیه‌کنندگی محمدتقی انصاری محصول سال ۱۳۹۰ است.

## خلاصه فیلم
ربودن دل "مصعب" پسر عمیر، اشراف‌زاده مکه، به خاطر سیمای دلنشین، ثروت و نسب‎‌اش حسرت دختران مکی است اما مصعب از کودکی گرفتار عشق "زلفا"، دخترخوانده باديه نشينی به نام "قیس" است. او می‌داند ازدواجش با زلفای فقیر چیزی در حد رویاست ولی سخنان پیامبر جرات دیگری به مصعب می‎دهد تا او این سنت غلط را بشکند اما....

## جشنواره‌ها
جوایز فیلم راه بهشت به شرح زیر است.
- جایزه بیرق طلایی (جایزه ویژه مصطفی عقاد) بخش بین‌الملل سی‌امین جشنواره فیلم فجر[۲]
- دیپلم افتخار بهترین فیلمبرداری (حسن پویا) سی‌امین دوره جشنواره فیلم فجر[۳]